# École nationale supérieure de statistique et d'économie appliquée (Côte d'Ivoire)
Créée en 1961, l’École nationale supérieure de statistique et d’économie appliquée d’Abidjan (ENSEA) est un établissement public national ivoirien dont la vocation est d’assurer la formation des statisticiens pour les pays africains d’expression française et Haïti. En juin 1969, en raison de son caractère international de plus en plus affirmé, une loi a érigé l’école en établissement public d’enseignement supérieur doté de la personnalité civile et de l’autonomie financière. A ce jour, elle a formé environ 4 000 statisticiens de plus de vingt pays d’Afrique et Haïti.

## Missions et activités de l'ENSEA
Le décret n° 91-642 du 09 octobre 1991 précise les missions et les activités de l’ENSEA à savoir :
(i) la formation et le perfectionnement de cadres statisticiens-économistes ;
(ii) la recherche, la production, l’expertise et le conseil en statistique, démographie et informatique.

## Historique
Avant l'indépendance acquise en 1960 et durant plusieurs années ensuite, la formation des cadres supérieurs ivoiriens de la statistique était dispensée en France, d'abord par l'École d'application de l'Insee devenue en 1962 l'ENSAE, puis par le CESD-Paris créé aussi en 1962.
La formation des cadres moyens, elle, ne fait pas l'objet d'une organisation spécifique avant 1961, année où est créée l'École d'application de la Direction de la statistique et des études économiques de Côte d'Ivoire en vue de former des fonctionnaires du corps des Agents techniques de la Statistique sélectionnés sur concours professionnel parmi les commis du service ou par concours direct ouvert aux candidats titulaires du BEPC. Sa direction est assurée par Mme Claude Coulibaly de la création en 1961 jusqu'en 1969.
Dès 1963, l'École d'application devient l'École de Statistique avec le statut d'établissement d'enseignement placé sous l'autorité directe du ministre des Finances, des Affaires Économiques et du Plan. Sa vocation s'élargissait à la formation en deux ans de cadres de niveau supérieur dénommés "Chefs de travaux", dont l'équivalent sera plus tard celui des ingénieurs des travaux statistiques. En 1968, est organisée la formation d'un autre corps de statisticiens : celui des adjoints techniques de la Statistique.
Puis, en 1969, alors que l'École recrute de plus en plus d'étudiants non-ivoiriens, elle change à nouveau de statut et devient un établissement public d'enseignement supérieur doté de la personnalité civile et de l'autonomie financière. François Yattien Amiguet succède à Claude Coulibaly en 1970 et assure la direction de l'École jusqu'en 1994.
En 1982, par décret, les objectifs de l'École sont étendus à la formation de cadres statisticiens au plus haut niveau, celle des ingénieurs statisticiens économistes (ISE). Ce même décret change sa  dénomination en « École nationale supérieure de Statistique et d'Économie appliquée » ENSEA. C'est seulement en 1987 que l'École ouvre cette filière de formation des ISE, jusque-là délivrée seulement par le CESD à Paris. Après la cessation des activités de formation du CESD-Paris en 1995, l'ENSEA est seule à offrir cette formation en Afrique subsaharienne francophone.
Enfin, avec la rentrée scolaire 2002-2003, une nouvelle filière voit le jour : le diplôme d'études supérieures spécialisées (DÉSS) en Analyse statistique appliquée au développement, organisée en partenariat avec l'université de Cocody (Abidjan) et l'université de Versailles-Saint-Quentin-en-Yvelines (France).
En 2024, une collaboration entre l'ENSEA et le Abdul Latif Jameel Poverty Action Lab (J-PAL) a été lancée pour dispenser une formation aux fonctionnaires et contribuer à intensifier l'utilisation de données probantes rigoureuses dans l'élaboration des politiques nationales. Le programme a été annoncé par Esther Duflo, cofondatrice de J-PAL et lauréate du prix Nobel 2019, et soutenu par le gouvernement ivoirien, l'Agence française de développement et Community Jameel,,,.

## Scolarité
La formation des statisticiens à l’ENSEA allie théorie et pratique. Elle est dispensée à travers quatre niveaux de formation distincts conçues en fonction du niveau de recrutement des élèves et de la carrière envisagée à la sortie de l’école, pour la formation initiale :Ingénieurs statisticiens économistes (ISE), ingénieurs des travaux statistiques (ITS) ; adjoints techniques de la statistique (AD), agents techniques de la statistique (AT), diplôme d'études supérieures spécialisées en analyse statistique appliquée au développement (DESS - ASAD)
L’école dispense également des cours de formation continue pour les professionnels et propose ses services en matière d’études statistiques et de recherches aux institutions nationales et internationales. Pour la toute première fois, au titre de l’année universitaire 2018-2019, l’école doctorale a ouvert ses portes à ses quatre premiers doctorants.
Pour satisfaire les besoins des administrations publiques et privées, l'École organise des stages de recyclage et de perfectionnement.

## Administration
Depuis 1994, l'École était sous la direction de Koffi N'Guessan jusqu'en 2015 puis est passée sous la direction de Kouadio Hugues.
| Nom                      | Période     |
| ------------------------ | ----------- |
| Claude Coulibaly         | 1961 - 1969 |
| François Yattien Amiguet | 1970 - 1994 |
| Koffi N'guessan          | 1995 - 2015 |
| Kouadio Hugues           | Depuis 2015 |

## Insertion nationale et internationale
Elle fait partie du Réseau des Écoles de formation statistique Africaine (ESA), avec l’ISSEA de Yaoundé et l’ENSAE de Dakar.
L’ENSEA est labellisée « Centre d’Excellence Africain » (CEA) de la Banque mondiale depuis 2015 et « Centre d’Excellence Régional » de l’UEMOA depuis 2005. L’ENSEA est membre de l’AUF (Association des Universités Francophones) depuis 2010.

## Personnalité

### Etudiants
- Facinet Sylla, ministre du budget guinéen.